# Воскресенка (Суровка)
Воскресенка (Суровка) — посёлок в Яйском районе Кемеровской области России. Входит в состав Кайлинского сельского поселения.

## География
Посёлок находится в северной части области, к западу от реки Китат (приток реки Яя), на расстоянии примерно 21 километра (по прямой) к западу-северо-западу (WNW) от районного центра посёлка городского типа Яя. Абсолютная высота — 170 метров над уровнем моря.
Часовой пояс
Посёлок Воскресенка, как и вся Кемеровская область, находится в часовой зоне МСК+4. Смещение применяемого времени относительно UTC составляет +7:00.

## История
Населённый пункт был основан в 1906 году. По данным 1926 года имелось 55 хозяйств и проживало 293 человека (в основном — русские).
В административном отношении Воскресенка входила в состав Кайлинского сельсовета Судженского района Томского округа Сибирского края.

## Население
| 2010 |
| ---- |
| 107  |

Половой состав
По данным Всероссийской переписи населения 2010 года в гендерной структуре населения мужчины составляли 43,9 %, женщины — соответственно 56,1 %.
Национальный состав
Согласно результатам переписи 2002 года, в национальной структуре населения русские составляли 98 % из 156 чел.

## Улицы
Уличная сеть посёлка состоит из трёх улиц и одного переулка.